# Bộ Tường (爿)
Bộ Tường, bộ thứ 90 có nghĩa là "mảnh gỗ" là 1 trong 34 bộ có 4 nét trong số 214 bộ thủ Khang Hy.
Trong Từ điển Khang Hy có 48 chữ (trong số hơn 40.000) được tìm thấy chứa bộ này.

## Tự hình Bộ Tường (爿)

Giáp cốt văn

## Chữ thuộc Bộ Tường (爿)
| Số nét bổ sung | Chữ          |
| -------------- | ------------ |
| 0              | 爿/tường/ 丬 |
| 4              | 牀/sàng/     |
| 5              | 牁/ca/       |
| 6              | 牂/tang/     |
| 9              | 牃           |
| 10             | 牄/thương/   |
| 11             | 牅/dung/     |
| 13             | 牆/tường/    |